# 서던 에어
서던 에어(영어: Southern Air)는 미국 노워크, 앵커리지에 베이스를 둔 화물 항공사로 북아메리카, 아시아, 유럽, 중동으로 정기 카고편을 운항하며 테드 스티븐스 앵커리지 국제공항을 메인 베이스 공항으로 사용하며 그 밖의 허브 공항은 라이프치히 할레 공항이 있으며 계열사는 미국의 화물 항공사인 아틀라스 항공이 있다.

## 역사
서던 에어는 오크힐 캐피털 파트너(영어: Oak Hill Capital Partners)의 계열사로 1999년 3월에 자산가가 회사를 인수 하면서 같은 해 11월에 첫 운항을 시작했다. 2007년 7월 30일 오크힐 캐피털 파트너(영어: Oak Hill Capital Partners)가 인수 하면서 미국의 화물 항공사인 카고 360과 합병되어 700여명의 직원을 거느리는 회사로 성장하게 된다. 2010년에 보잉 777F 2대를 인도 했으며 2011년 보잉 747-200F, 보잉 747-300SF를 단계적으로 보잉 747-400BDSF로 교체될 것으로 전망된다. 2011년 독일의 세계의 물류기업인 DHL과 계약하면서 야간 특급 패키지 배달 서비스를 증가시켰다. 현재 서던 에어는 대한항공, MAS 카고, 에티오피아 항공, 사우디아 항공, ASL 항공 벨기에, UPS 항공, 센츄리온 에어 카고, 미국 국방부등 전세 항공편을 계약해 운항하고 있다. 2012년 9월에 미국 법원에 파산보호 신청을 했다. 2016년 4월에 미국의 화물 항공사인 아틀라스 항공에서 인수했다. 2021년 11월에 미국의 화물 항공사인 아틀라스 항공과 합병되었다.

## 보유 기종
- 2020년 11월 기준으로 서던 에어는 다음과 같은 기종을 보유하고 있으며 평균 기령은 11.9년이다.[5]

## 사진

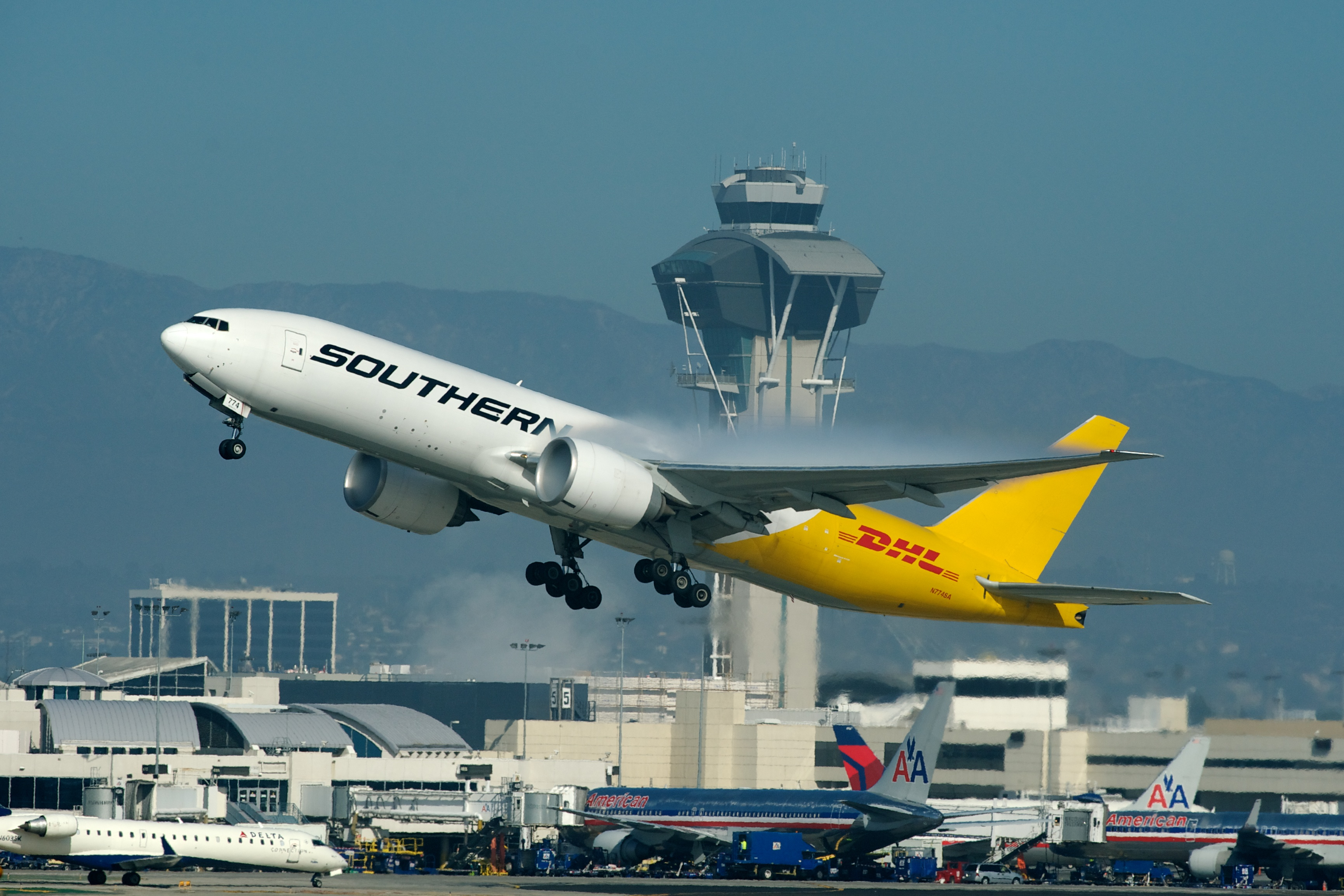
서던 에어의 보잉 777F
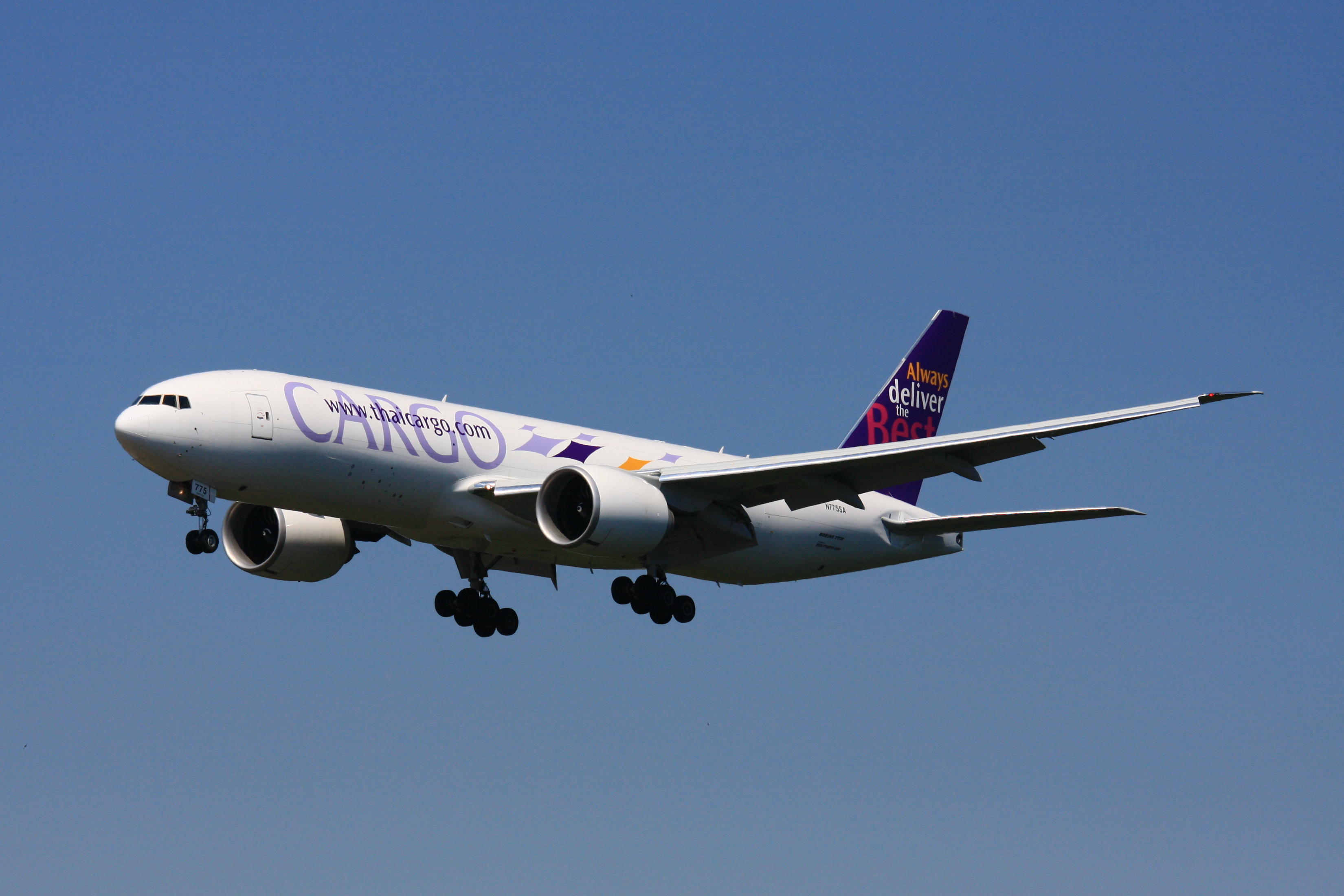
서던 에어의 보잉 777F